# Parang (Maguindanao del Norte)
Parang is een gemeente in de Filipijnse provincie Maguindanao op het eiland Mindanao. Bij de laatste census in 2007 had de gemeente ruim 102 duizend inwoners.

## Geografie

### Bestuurlijke indeling
Parang is onderverdeeld in de volgende 25 barangays:
| - Bongo Island - Campo Islam - Cotongan - Datu Macarimbang Biruar - Gadungan - Gadunganpedpandaran - Guiday T. Biruar - Gumagadong Calawag - Kabuan - Landasan - Limbayan - Macasandag - Magsaysay | - Making - Manion - Moro Point - Nituan - Orandang - Pinantao - Poblacion - Poblacion II - Polloc - Samberen - Tagudtongan - Tuca-Maror |

## Demografie
Parang had bij de census van 2007 een inwoneraantal van 102.247 mensen. Dit zijn 41.312 mensen (67,8%) meer dan bij de vorige census van 2000. De gemiddelde jaarlijkse groei komt daarmee uit op 7,40%, hetgeen hoger is dan het landelijk jaarlijks gemiddelde over deze periode (2,04%). Vergeleken met de census van 1995 is het aantal mensen met 52.685 (106,3%) toegenomen.

De bevolkingsdichtheid van Parang was ten tijde van de laatste census, met 102.247 inwoners op 850,78 km², 120,2 mensen per km².